# Клермон-Феран
Клермон пренасочва насам.  За града в Пикардия вижте Клермон (Оаз).
 Тази статия е за града във Франция.  За окръга вижте Клермон-Феран (окръг).  
Клермо̀н-Фера̀н (на френски: Clermont-Ferrand) е град в Централна Франция, главен административен център на департамент Пюи дьо Дом. Образуван е през 1630 г. при сливането на старите градове Клермон и Монферан. Населението на града е 141 569 души към 2012 г.

## История
През 1095 г. под ръководството на папа Урбан II във град Клермон започва събор на Католическата църква, на който е огласена „Свещената война“ – кръстоносните походи.

## Икономика
В Клермон-Феран е седалището на Мишлен – първият производител на автомобилни гуми в света.

## Култура
Клермон-Феранската катедрала е важна забележителност в града.

## Спорт
Представителният футболен отбор на града се казва Клермон Фут Оверн 63. Участвал е в най-горните три нива на френския футбол.

## Побратимени градове
- Абърдийн, Шотландия от 1983 г.
- Брага, Португалия
- Гомел, Беларус
- Норман, САЩ
- Овиедо, Испания
- Ойем, Габон
- Регенсбург, Германия
- Норт Куинсланд, Австралия
- Солфорд, Англия